# Rotala taiwaniana
Rotala taiwaniana là một loài thực vật có hoa trong họ Lythraceae. Loài này được Y.C. Liu & F.Y. Lu miêu tả khoa học đầu tiên năm 1979.